# 生命哲學
生命哲學（在英文當中譯爲 ，有時與人生哲學同樣寫作）是哲學當中將生命意義、價值和目的作爲哲學之中心而强調的一個流派。

## 綜述
生命哲學的概念最早由阿圖爾·叔本華、索倫·奧貝·克爾凱郭爾、弗里德里希·尼采等學者的作品啓發，作爲對實證主義的崛起和後康德主義當中的理論焦點之回應誕生於19世紀德國。生命哲學運動與生命冲力的主觀哲學體系存在間接關聯，後者由亨利·柏格森提出、著重於直接經驗。
20世紀的生命哲學對社會規範與風俗相當重視。以色列裔美國歷史學家尼特贊·萊博維奇（Nitzan Lebovic）認爲生命哲學顯現了生命概念之合集與1920年代德國教育制度所迎來的「生命學説」或「生命科學」（Lebenskunde）概念間的緊密聯係——後者支撐了當時生物學家普遍懷有之廣泛意義上的哲學觀。在其書中，萊博維奇對後尼采式哲學從斯特凡·喬治學派的激進美學到納粹及生命政治修辭的演變過程進行了追溯。
「生命」本身作爲整體的存在是生命哲學的核心，且衹能通過由内而外的方式去理解。生命哲學運動可以說是對康德義務主義之抽象哲學或實證主義之科學還原論的反對。

## 代表人物
- 威廉·狄爾泰
- 格奧爾格·齊美爾
- 雅各布·冯·于克斯屈尔（英语：Jakob von Uexküll）
- 杜里舒
- 路德维希·克拉格斯（英语：Ludwig Klages）
- 何塞·奧特嘉·伊·加塞特（受狄爾泰影響的西班牙哲學家）
- 漢斯·約納斯
- 費迪南·費爾曼（英语：Ferdinand Fellmann）

## 參看
- 德國唯心主義，生命哲學之前的先驅運動[3]
- 人生觀
- 生命的意義

### 與生命哲學存在間接聯係的哲學家
- 亨利·柏格森，以其在直接經驗（英语：Direct experience）方面的研究聞名
- 漢娜·阿倫特，著有《人的境況》，其中對「積極生活」（vita activa）與「沉思生活」（vita contemplativa）兩者進行了區分
- 皮埃尔·阿多（英语：Pierre Hadot），對古希臘哲學概念作出了「生活方式」的解讀
- 喬治·阿甘本，聞名於其的「赤裸生命」（zoe）與「合格生命」（bios）理論